# Fernando Serrano Migallón
Serrano  Migallón est un nom espagnol. Le premier nom de famille, en général paternel, est Serrano ; le second, en général maternel, souvent omis, est Migallón.
Fernando Serrano Migallón (né le 26 juin 1945 à Mexico) est un avocat, économiste, écrivain et homme politique mexicain. Diplômé de l'Université nationale autonome du Mexique (Droit, Economie, et Histoire), de l'Institut international d'administration publique de Paris, et de l'Académie de Droit International de la Cour International de Justice de La Haye aux Pays-Bas. Il est également membre numéraire de l'Academia Mexicana de la Lengua.